# Edward Everett
Edward Everett (ur. 11 kwietnia 1794 w Bostonie, zm. 15 stycznia 1865 tamże) – amerykański polityk i pedagog z Massachusetts, sekretarz stanu USA, gubernator stanu Massachusetts, członek senatu i izby reprezentantów Stanów Zjednoczonych ze stanu Massachusetts i minister w Wielkiej Brytanii.

## Życiorys
Urodził się w Bostonie. Był dzieckiem Olivera Everetta i Lucy (Hill). Jego pierwszą szkołą była Boston Latin School. W wieku 13 lat rozpoczął studia na Uniwersytecie Harvarda. W roku 1811, w wieku 17 lat, ukończył studia. Studiował teologię pod kierunkiem ks. Josepha Stevensa Buckminstera, a święcenia kapłańskie przyjął w Bostonie w 1814 roku z ręki proboszcza Brattle Street Church. Niedługo potem zrezygnował z ambony i poświęcił się badaniom i stanowisku profesora literatury greckiej.
W porozumieniu z uczelnią Harvardu, Everett spędził dwa lata w Europie, studiując i podróżując. Większą część tego czasu spędził w Uniwersytecie w Getyndze w Niemczech, gdzie stał się pierwszym Amerykaninem, który otrzymał tytuł doktora na tym uniwersytecie. Nauczał języków francuskiego, niemieckiego i włoskiego. Studiował prawo rzymskie, archeologię i sztukę grecką.
W 1819 powrócił do Harvardu i podjął się obowiązków dydaktycznych. Miał nadzieję przenieść naukowe metody z niemieckiego uniwersytetu na Harvard. Po kilku latach porzucił studia i zaczął aktywnie uczestniczyć w polityce.

## Początki kariery politycznej
W roku 1824, Everett został wybrany na przedstawiciela USA do Kongresu ze stanu Massachusetts. Partia Federalistyczna upadła, a zwycięska Partia Demokratyczno-Republikańska Partia została rozproszona, więc nie posiadał w tym czasie przynależności politycznej. Everett był związany z „narodowych Republikanów” z frakcji Johna Quincy’ego Adams i Henry’ego Claya. Poparł Clay „krajowy System” i interesami klasy posiadającej z Massachusetts. Everett został ponownie wybrany na cztery kolejne kadencje do Izby Reprezentantów zasiadał w niej do 1835 roku.
Everett zrezygnował z profesury na 1826, ale pozostał związany z Harvard jako członek izby nadzorców zasiadał do 1847 roku.
Everett wycofał się z Kongresu w 1835 roku. następnie z ramienia Partii Wigów objął funkcję gubernatora Massachusetts. Po wygranych wyborach objął urząd w styczniu 1836. Został ponownie wybrany w 1836, 1837 i 1838. Wybory w 1839 roku wygrał minimalnie Jako gubernator, dążył do poprawy edukacji publicznej w stanie na wzór pruski.

## Dyplomata
Po zakończeniu kadencji w styczniu 1840, Everett przez kilka miesięcy podróżował po Europie wraz z rodziną. Kiedy Wigowie wygrali wybory prezydenckie w 1840 roku Everett został mianowany wysłannikiem nadzwyczajnym i ambasadorem w Wielkiej Brytanii. Na zalecenie swojego przyjaciela Daniel Webster. Służył do roku 1845, kiedy po zmianie administracji został zastąpiony przez demokratę Louisa McLane.

## Powrót do Harvardu
Po odejściu z polityki objął stanowisko Przewodniczący Harvard University w 1846 roku zasiadał do 1849 roku. Nie był zakochany w pracy, stwierdzając, że Harvard brakowało środków. On nie był popularny wśród chuligański uczniów, którzy nazywali go „Old Granny”. Niemniej jednak, ukończył szereg istotnych reform

## Powrót do polityki
Kiedy Wigowie wygrali wybory 1848 i powrócili do władzy w 1849, Everett zrezygnował z Harvardu i wznowił działalność polityczną w Waszyngtonie. Asystował Websterowi, a gdy Webster zmarł w listopadzie 1852 r. prezydent Fillmore powołał go na stanowisko sekretarza stanu. W marcu 1853 roku został wybrany ponownie do senatu. podczas swojej kadencji sprzeciwił się Aktowi o Kansas i Nebrasce.
W kwietniu 1854 roku przedstawił petycję od mieszkańców Dedham przeciwko Kompromisowi Missouri. W dniu 1 czerwca 1854, po niewiele ponad roku szóstej kadencji, Everett podał się do dymisji. Zmarł 15 stycznia 1865.